# フレンドリー・フローティーズ流出事故

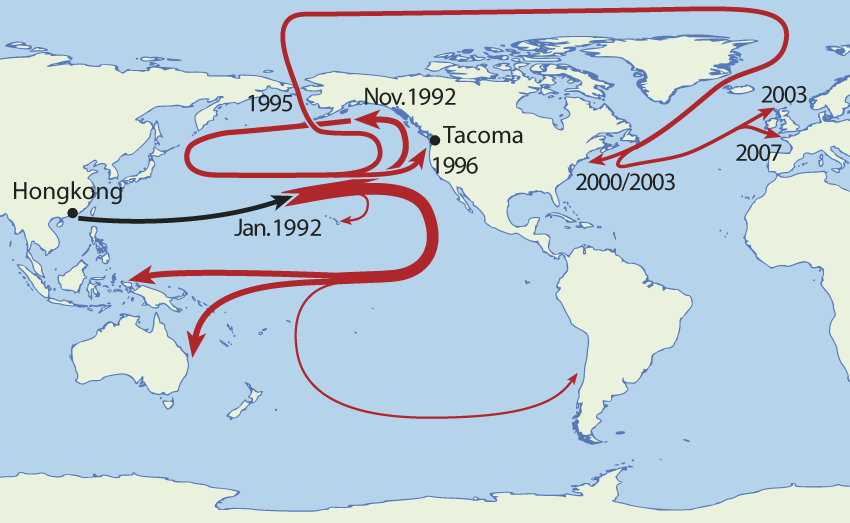
フレンドリー・フローティーズの航路。

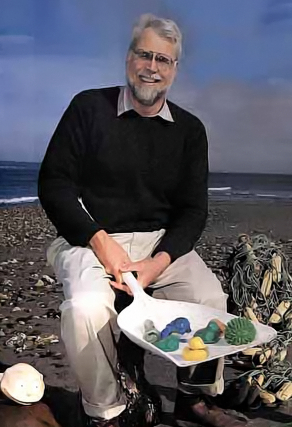
海洋学者カーティス・エベスメイヤーが海流を監視するために観察する漂流物（フレンドリー・フローティーズを含む）を持っている様子。

フレンドリー・フローティーズ流出事故とは、1992年にコンテナ船から大量の積載物が海洋流出した事故である。フレンドリー・フローティーズ（以下、フローティーズ）とは、The First Years社によって販売されたプラスチック製のお風呂用おもちゃ（ゴム製アヒルを含む）であり、海洋学者カーティス・エベスメイヤーの研究によって有名になった。エベスメイヤーは、漂流物の動きに基づく海流のモデル作成で知られており、1992年に太平洋に流出した28,800個のフローティーズ（黄色いアヒル、赤いビーバー、青いカメ、緑のカエル）の動きを追跡した。これらのおもちゃの一部はハワイなどの太平洋沿岸に漂着し、その他は27,000 km以上を漂流し、タイタニック号が沈没した場所を通過した後、数年間にわたり北極の氷に閉じ込められ、2007年にはアメリカ東海岸やイギリス、アイルランドの沿岸に到達した。

## 海洋学
The First Years社向けに中国で製造されたフローティーズの貨物が、香港を出港したEvergreen社のコンテナ船「エバー・ローレル号」に積まれ、ワシントン州タコマに向けて出発した。1992年1月10日、国際日付変更線付近の北太平洋で発生した嵐のなかで、12 mのインターモーダルコンテナ12個が船外に流出した。そのうちの1つのコンテナには28,800個のフローティーズが入っており、これらは黄色いアヒル、赤いビーバー、青いカメ、緑のカエルなど、複数の形状を持った子供向けのお風呂用おもちゃであった。ある時点でそのコンテナが開放され（他のコンテナや船体との衝突が原因である可能性がある）、フローティーズが放出された。各おもちゃは台紙に取り付けられた厚紙の筐体に収められていたが、その後の試験により、厚紙は海水中で急速に劣化し、フローティーズが脱出可能になることが示された。多くのお風呂用おもちゃとは異なり、フローティーズには穴が開いていないため、水を取り込むことはない。
シアトルの海洋学者カーティス・エベスメイヤーとジェームズ・イングラハムは、海洋表層流モデルの研究に取り組んでおり、これらの漂流物の追跡を開始した。一度に28,800個の物体が海洋に大量放出されたことは、標準的な500～1000個の漂流ボトル放出法と比較して著しい利点を提供した。太平洋における漂流ボトルの回収率は一般的に約2%であるため、2人の科学者は通常漂流ボトル放出でみられる10～20個の回収ではなく、600個に近い数の回収を予測した。彼らはすでに、1990年に船外に流出した61,000足のナイキ製ランニングシューズを含む、様々な他の漂流物の追跡を行っていた。
事件発生から10ヶ月後、最初のフローティーがアラスカ沿岸に漂着し始めた。最初の発見は、1992年11月16日にアラスカのシトカ近郊においてビーチコーマー（海岸探索者）によって見つかった10個のフローティーズであり、その地点は出発地点から約3,200 km離れていた。エベスメイヤーとイングラハムは、ビーチコーマー、沿岸作業員、および地元住民に連絡を取り、850 kmにわたる海岸線で数百個の漂着したフローティーズを特定した。別の海岸探索者は1992年11月28日に20個のフローティーズを発見し、1993年8月までの期間にアラスカ湾東岸に沿って合計400個が発見された。これは1.4%の回収率を示している。漂着地点はイングラハムのコンピューターモデルOSCUR（Ocean Surface Currents Simulation）に記録された。このモデルは1967年以降の気圧測定値を使用して、海洋上の風向と風速、およびそれに伴う表層流を計算するものである。イングラハムのモデルは漁業支援のために構築されたが、漂流物の移動や海上で行方不明になった人々の推定位置を予測するためにも使用されている。
彼らが開発したモデルを使用して、海洋学者らは1996年のワシントン州における更なるフローティーズの漂着を正確に予測し、残りの多くのフローティーズがアラスカに移動し、西方の日本へ、そして再びアラスカへと漂流した後、ベーリング海峡を通過して北極海の氷に閉じ込められるという理論を立てた。フローティーズは氷とともにゆっくりと極地を横断し、北大西洋に到達するまでに5〜6年を要すると予測された。北大西洋では氷が溶けてフローティーズが放出されると考えられた。2003年7月から12月にかけて、The First Years社はニューイングランド、カナダ、またはアイスランドでフローティーズを回収した者に100米ドル相当の貯蓄債券を報奨として提供した。
2004年には、過去3年間のいずれの年よりも多くのフローティーズが回収された。しかしながら、さらに多くのこれらのフローティーズはグリーンランドを通過して東に向かい、2007年にイギリス南西部の海岸に漂着すると予測されていた。2007年7月、ある退職した教師がデボン海岸でプラスチック製のアヒルを発見し、イギリスの新聞はフローティーズの到着が始まったと誤って発表した。しかし、この記事を報じた翌日、地元デボンの新聞であるWestern Morning Newsによって、サウサンプトン国立海洋研究センターのサイモン・ボクソール博士がそのおもちゃを調査し、そのアヒルは実際にはフローティーズではないと判断したことが報じられた。
太陽と海水によって、黄色いアヒルと赤いビーバーは漂白されて色あせていたが、青いカメと緑のカエルは元の色を保っていた。

## 影響
少なくとも2冊の児童書がフローティーズに着想を得て出版された。1997年には、クラリオン・ブックスからイヴ・バンティングによって執筆され、コールデコット賞受賞者デイビッド・ウィズニエフスキーによって挿絵が描かれた『Ducky』（ISBN 0-395-75185-3）が出版された。また、ハンス・クリスチャン・アンデルセン賞受賞者であるエリック・カールは『10 Little Rubber Ducks』（Harper Collins 2005, ISBN 978-0-00-720242-3）を執筆した。
1997年、ブラック・スワンはメアリー・セルビー作のコメディ『That Awkward Age』（Transworld 1997, ISBN 978-0552996716）を出版した。この作品では、いくつかのアヒルがルイス島沖で発見され、そのうちの1つがオークションで購入され、忍耐力のメタファーとして扱われている。
2003年、リッチ・アイルバートはアヒルの旅を記念した楽曲「Yellow Rubber Ducks」を作曲した。2011年、彼はこの楽曲をYouTubeビデオ『Yellow Rubber Ducks』として公開した。
2011年、ドノヴァン・ホーンは『Moby-Duck: The True Story of 28,800 Bath Toys Lost at Sea and of the Beachcombers, Oceanographers, Environmentalists, and Fools, Including the Author, Who Went in Search of Them』（Viking, ISBN 978-0-670-02219-9）を出版した。
2013年2月19日、BBCのミステリーシリーズ『Death in Paradise』第2シリーズの第7話で、フローティーズの流出がプロットの重要な要素として取り上げられた。
2014年6月20日、ディズニーチャンネルとディズニージュニアは、フローティーズにインスパイアされたカナダ・アメリカ共同制作のアニメーション映画『Lucky Duck』を放送した。
2014年の詩集『The Cartographer Tries to Map a Way to Zion』の中で、詩人ケイ・ミラーはフローティーズに捧げた詩「When Considering the Long, Long Journey of 28,000 Rubber Ducks」を発表している。
この流出事故は、2022年のゲーム『Placid Plastic Duck Simulator』で「偶発的なアヒル実験」として言及され、音楽の合間にラジオで聞くことができる。
フローティーズ自体はコレクターズアイテムとなり、価格は最高で1,000米ドルに達することもある。